# Chiesa di San Giuseppe e San Luigi
La chiesa di San Giuseppe e San Luigi è un edificio religioso di Qualso, frazione del comune di Reana del Rojale, in provincia di Udine.

## Storia
La chiesa fu progettata dall'architetto Provino Valle per le fornaci Cattarossi poste nelle vicinanze; fu completata nel 1926.